# Wohlfahrtia aschersoni
Wohlfahrtia aschersoni är en tvåvingeart som först beskrevs av Günther Enderlein 1934.  Wohlfahrtia aschersoni ingår i släktet Wohlfahrtia och familjen köttflugor.
Artens utbredningsområde är Libya. Inga underarter finns listade i Catalogue of Life.